# Joseph Louis Geirnaert

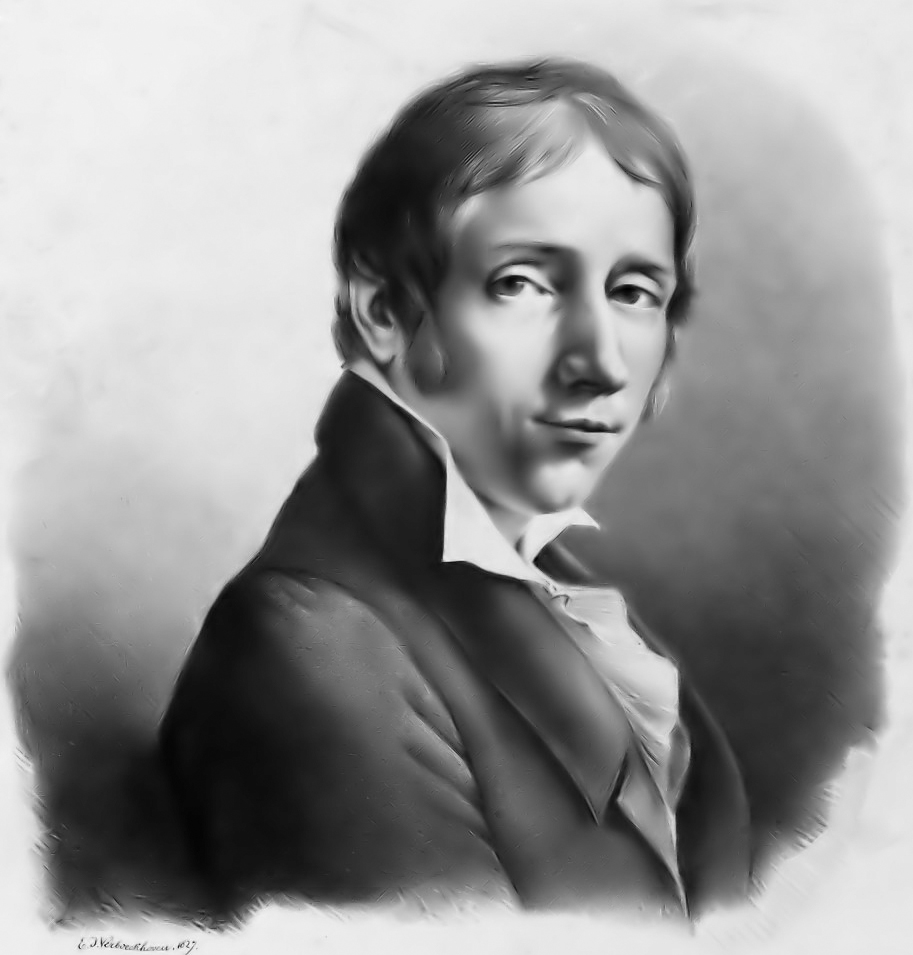
Jozef Lodewijk Geirnaert (1827)

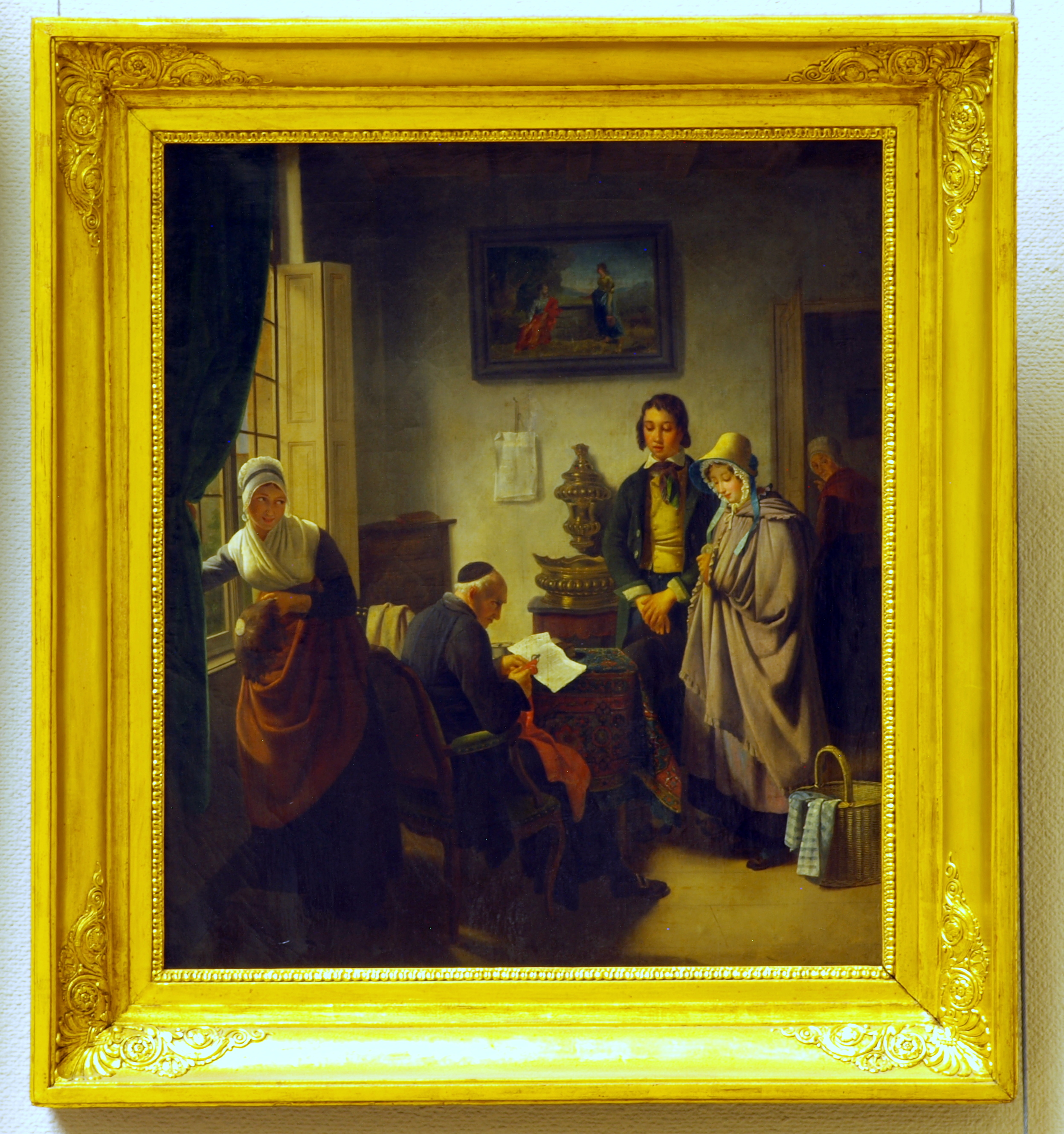
Bij de notaris (1828)

Theodore-Joseph-Louis Geirnaert (Eeklo, 27 augustus 1790 – Gent, 21 maart 1859) was een Belgisch kunstschilder uit het neoclassicisme en de romantiek.

## Familiekundige gegevens
Theodore Geirnaert was de jongste zoon van Johannes Laurentius en van Maria Theresia Verhuyst. Hij was gehuwd met Thérèse Pennoy en had één zoon, Theodore Geirnaert, dierenschilder en schilder van interieurs. Geirnaert woonde in de Sint-Jansstraat in Gent.
In de oudere literatuur bestaan er ook alternatieve schrijfwijzen van zijn naam: Geirnaerd, Gairnaert.

## Levensloop
De voorouders van Geirnaert waren reeds sinds de vroege 17de eeuw ingezetenen van de stad Eeklo. Enkelen vervulden er belangrijke officiële functies.
Geirnaert was leerling van de Gentse Kunstacademie. In 1806-1807 volgde hij de derde klas (“figuur”), in 1808 de eerste klas (“tekening naar printen”) en in 1813-14 volgde hij de klas naar het model. Zijn voornaamste leraar was Pieter Van Huffel. Nog tijdens zijn Gentse studietijd debuteerde hij in het lokale kunstsalon van 1814 met een “Hoofd van de H. Maagd”. Na het schooljaar 1813-1814 werd Geirnaert leerling van G.H. Herreyns in Antwerpen. Na zijn studies in Antwerpen keerde hij naar Gent terug en werkte er in het atelier van Joseph Paelinck.
Geirnaert stelde frequent tentoon in de Salons van zijn tijd. Zijn inzending naar het Salon 1818 in Brussel, “Belgisch officier stelt aan zijn familie een wapenbroeder voor die hem het leven heeft gered”, leverde een bekroning op wat te Eeklo en te Gent met voor deze omstandigheden traditionele feestelijkheden werd gevierd. Er was een soort triomfstoet van Gent naar Eeklo, die onder meer door de Hollandse kunstschilder Jan Willem Pieneman werd bijgewoond.
Anno 1819 maakte hij een schilderij “Phaedra en Hippolitus” (verscholen) en omstreeks dezelfde tijd een “Mozes uit het water gered” (verscholen). Dergelijke taferelen uit de antieke geschiedenis of uit de Bijbel waren echter niet zijn specialiteit.
In 1820 volgde een bekroning in het Gentse Salon met “Jong meisje volgt harples in het bijzijn van haar leraar en haar moeder”. In dat salon toonde hij ook portretten.
In 1830 week hij – als Oranjegezinde- uit naar Den Haag. In enkele schilderijen had hij niet mis te verstane commentaar geleverd op de gebeurtenissen: In “De Verkiezingen” toont hij priesters die van huis tot huis protestbrieven aanbieden tegen het Hollands bewind. Er waren ook twee pendants: “Voorheen, Daarna; Belgisch gezin in 1830 en in 1831”. Hij vestigde zich opnieuw in België in 1836. Het verleden leek vergeten. Hij bleef zijn eigen themata trouw maar voerde ook sporadisch religieuze opdrachten uit voor de Sint-Salvatorkerk in Eeklo en de Sint-Niklaaskerk in Gent (“De strijdende en de lijdende kerk”; 1842).
Op latere leeftijd (november 1856) kreeg hij een benoeming tot leraar schilderkunst. Hij moest de leerlingen die in het Museum kwamen werken, begeleiden. Deze benoeming was eerder een gunst voor zijn hoge leeftijd dan een effectieve betrekking. Ook in 1856 werd hij benoemd tot Ridder in de Leopoldsorde wat aanleiding gaf tot een huldebanket georganiseerd door het Kunstgenootschap in het Hotel van Kortrijk Tijdens zijn bezoek aan de Stad Gent in 1856 bezocht Koning Leopold I er de kunsttentoonstelling. Bij die gelegenheid werden enkele kunstenaars, onder wie Geirnaert, aan de vorst voorgesteld.
Tot de leerlingen van Geirnaert worden gerekend: Théodore-Bernard De Heuvel (1817-1906), Jacques-Louis Godinau (1829-1873), Henri De Nobele (1820-1870), Edouard Wallays, Serafien De Vliegher, Antoon Depoorter, Joseph Pinnoy (zijn schoonbroer) en ene Van Daele (voornaam niet gekend). In 1840 gaf een kunstschilder Edm. Roelant het adres van Geirnaert ook als het zijne op (Catalogus Salon 1840, Antwerpen). Wellicht was ook hij leerling?
Geirnaert schilderde figuren in in enkele landschappen van Adolphe Engel (1801-1833) en in een “Koopvrouw in gevogelte” van Jules Joos uit Gent (Salon 1849 Antwerpen).

## Oeuvre
Geirnaert was aanvankelijk schilder van interieurstukken met neoclassicistische strekking en wordt daarom beschouwd als één der laatste volgelingen van Jacques-Louis David. Het genre geraakte echter gedemodereerd en stilaan evolueerde hij tot schilder van voornamelijk genretaferelen met motieven die hem door de dagelijkse fait-divers, de gewoonten en gebruiken van zijn tijd geïnspireerd werden:
- “Maria-Magdalena in een grot” en “De H. Familie” en een genretafereel “Bedelaar met muntstukken in zijn hoed” (Salon 1817, Gent); .
- “Belgisch officier stelt aan zijn familie een wapenbroeder voor die hem het leven heeft gered” (Salon 1818, Brussel);
- “Portret ten voeten uit van een kunstenaar in zijn atelier”, “Portret van een Juffrouw”, “Boer die zijn vriendinnetje streelt”, “Slapende boer”, “Melkboerin” en “Concert”. (Salon 1818, Mechelen);
- “Lachende boer” (Salon 1820, Mechelen),
- “Rustiek interieur” (Douai, 1821);
- “Koolverkoopster” (Salon 1823, Gent), “Baadster” (Salon 1823, Gent), “Interieur van een onderaardse ruimte die dienstdoet als stal voor de huzaren van het 8ste die hun leger gaan opzoeken” (Salon 1823, Gent),
- “Een oude man die aan enige toeschouwers een kijkkast laat zien (Tentoonstelling van Levende Meesters 1824, Amsterdam), “Een herderin gezien door een nis” (Tentoonstelling Levende Meesters 1824, Amsterdam), “Een meisje rustend naast een oude vrouw” (Tentoonstelling Levende Meesters 1824, Amsterdam), “Een fruitvrouw” (Tentoonstelling Levende Meesters 1824, Amsterdam), “Een meisje, een bad gebruikend” (Tentoonstelling Levende Meesters 1824, Amsterdam),
- “Een dronkaard door zijn vrouw geleid en door kinderen bespot” (Tentoonstelling van Levende Meesters, 1825, Haarlem),
- “Een fruitverkoopster” (Tentoonstelling van Levende Meesters 1825, Den Haag), “Jonge vrouw een bad nemend” (Tentoonstelling van Levende Meesters 1825, Den Haag), “Vrouwtje die een ketel schuurt” (Tentoonstelling van Levende Meesters, 1825, Den Haag), “Twee savoyards” (Tentoonstelling van Levende Meesters, 1825, Den Haag),
- “Een meisje aan haar toilet” (Tentoonstelling van Levende Meesters, 1825, Haarlem), “Kaartspelend Gezelschap” (Tentoonstelling van Levende Meesters, 1825, Haarlem),
- “Een vrolijk gezelschap” (Tentoonstelling van Levende Meesters, 1826, Amsterdam), “Moeder bij haar kindje in de wieg” (Tentoonstelling van Levende Meesters, 1826, Amsterdam), *“Landschap” van A. Engel, gestoffeerd door G. (Tentoonstelling van Levende Meesters, 1827, Den Haag), “Een zieke, zijn uiterste wil bekend makend in tegenwoordigheid van een notaris, getuigen en andere omstaanders” (Tentoonstelling van Levende Meesters, 1827, Den Haag en Tentoonstelling van Levende Meesters, 1828, Amsterdam), “Arm jongetje” (Tentoonstelling van Levende Meesters, 1827, Den Haag),
- “Een jager in de herberg” (Tentoonstelling van Levende Meesters, 1828, Amsterdam), “Groentenmeisje in de omstreken van Gent” (Tentoonstelling van Levende Meesters, 1828, Amsterdam),
- “Binnenplaats met stoffagie” (Tentoonstelling van Levende Meesters, 1828, ’s-Hertogenbosch), *“Zieke vrouw die een Hongaarse geneesheer bezoekt” (Douai, 1827 en Tentoonstelling van Levende Meesters, Amsterdam, 1830; Tentoonstelling van Levende Meesters, 1850, Rotterdam); *“Een blinde door een meisje geleid” (Tentoonstelling van Levende Meesters, 1830, Amsterdam),
- “Een jager” (Douai, 1833 en Valenciennes, 1833), “Belgisch huisgezin” (litho)(Tentoonstelling van Levende Meesters, 1837, Den Haag),
- “Boerenbinnenhuis” (Tentoonstelling van Levende Meesters, 1840, Amsterdam),
- “Wederkomst van een Scheveningse visser” (Tentoonstelling van Levende Meesters, 1840, Rotterdam),
- “Polichinelle” (Tentoonstelling van Levende Meesters, 1841, Amsterdam), “Zittend landmeisje” (Tentoonstelling van Levende Meesters, 1841, Amsterdam),
- “Vereffening van de nalatenschap” (Tentoonstelling van Levende Meesters, 1844, Amsterdam), “Badende meisjes” (Tentoonstelling van Levende Meesters, 1844, Amsterdam), *“Kinderschool” (Tentoonstelling van Levende Meesters¸1844, Rotterdam),
- “De geraden kus” (Tentoonstelling van Levende Meesters, 1847, Den Haag),
- “Een binnenvertrek” (Tentoonstelling van Levende Meesters, 1848, Amsterdam),
- “De schoolmeester” (Tentoonstelling van Levende Meesters, 1851, Den Haag).

Andere titels zijn: “Lezing van het testament”, “De erfenis”, “Verkoop bij rechtsmacht”, “Mosseleter”, “Spelende kinderen”, “Boerin uit het Meetjesland”, “Meisje aan de wastobbe”, “Het huwelijksaanzoek”, “Zeepbellen”, “Verkiezingsstrijd voor een herberg”, “Raadpleging van een advokaat”, “Meisje dat groenten klaarmaakt”, “Garnalenverkopers”, “Wildverkopers op de markt”, “Kaartspelers”, “Zeepbellen blazen”, “Jonge fruitdieven” enz.
Ook de literatuur en de geschiedenis speelde een rol: zo in “De Hertog van Alva den Graaf van Egmont in hechtenis nemende” (ook genoemd “De arrestatie van Lamoral, graaf van Egmont”) (Salon 1823, Gent en Tentoonstelling van Levende Meesters 1824, Amsterdam) en in zijn doek “Godemar in de gevangenis” naar het boek “In ’t wonderjaer 1566”van Hendrik Conscience (Tentoonstelling van Levende Meesters, 1840, Rotterdam) (Kortrijk, M.S.K.). Ook greep hij terug naar ware of legendarische anekdotes uit het leven van beeldende kunstenaars: “Albrecht Dürer die met zijn echtgenote en een dienster het graf van Hubert Van Eyck bezoekt in de crypte van de Sint-Janskerk tijdens zijn verblijf in Gent in 1521”, “Leonardo da Vinci die het portret maakt van La Gioconda”, “Van Dyck schildert het portret van zijn beminde” (Tentoonstelling van Levende Meesters, 1830, Amsterdam), “Jan Steen bij de schilder Jan Van Goyen”, “Ostande bezig een schets te maken in een boerenherberg” (Tentoonstelling van Levende Meesters, 1854, Amsterdam).. Andere werken met historische thematiek waren “Jan II die verzen voorleest aan Julie”, “De Liefdadigheid van de hertogin van Chartres” (Brussel, Kon. Verz.) en “Maria-Theresia die een arme zieke vrouw bezoekt”, wellicht identiek aan “Maria-Theresia die te Laxenbourg een oude weduwe van 108 jaar bezoekt” (Salon 1837, Brugge).
Enkele keren slechts treffen we Geirnaert aan in de prestigieuze Parijse Salons, namelijk in 1835 met “Huwelijksaanzoek”, in 1836 met de “Hongaarse dokter die een ziek kind bezoekt”, “Gezicht te Scheveningen en “Gerechtelijke uitdrijving”; in 1845 ten slotte met zijn “Jan Steen bij de schilder Jan Van Goyen”.
Deelname aan het Salon 1849 in Antwerpen met “De raadpleging”, “De confidentie”, “De dorpsschoolmeester” en “Moeder met twee kinderen verschrikt door het onweer”.
Zoals de meeste schilders van figuurstukken was Geirnaert ook actief als portrettist.

## Vernoeming
- Er is in Eeklo een straat naar hem genoemd.

## Musea
- Brussel, Koninklijke Musea voor Schone Kunsten van België
- Gent, Museum voor Schone Kunsten
- Kortrijk, Broelmuseum